# ラッセル・スクウェア駅
ラッセル・スクウェア駅 (Russell Square Station) はロンドン都心部のロンドン地下鉄の鉄道駅である。カムデン区ラッセル・スクウェアにある。駅の名称は近隣にあるロンドンで二番目に大きな広場、ラッセル・スクウェアに由来。レスリー・グリーンにより設計され、1906年にオープンした。
駅はバーナード・ストリート (Bernard Street) にあり、ピカデリー線の列車が発着する。ピカデリー線ではホルボーン駅とキングス・クロス・セント・パンクラス駅間にある。トラベルカード・ゾーンは1。
大英博物館やロンドン大学の多くのカレッジに近い。

## 近隣の名所
- 大英博物館
- ロンドン大学本部 (Senate House)
- ユニヴァーシティ・カレッジ・ロンドン (UCL)
- 東洋アフリカ研究学院 (SOAS)

## ラッセル・スクウェア駅＆近隣 ギャラリー

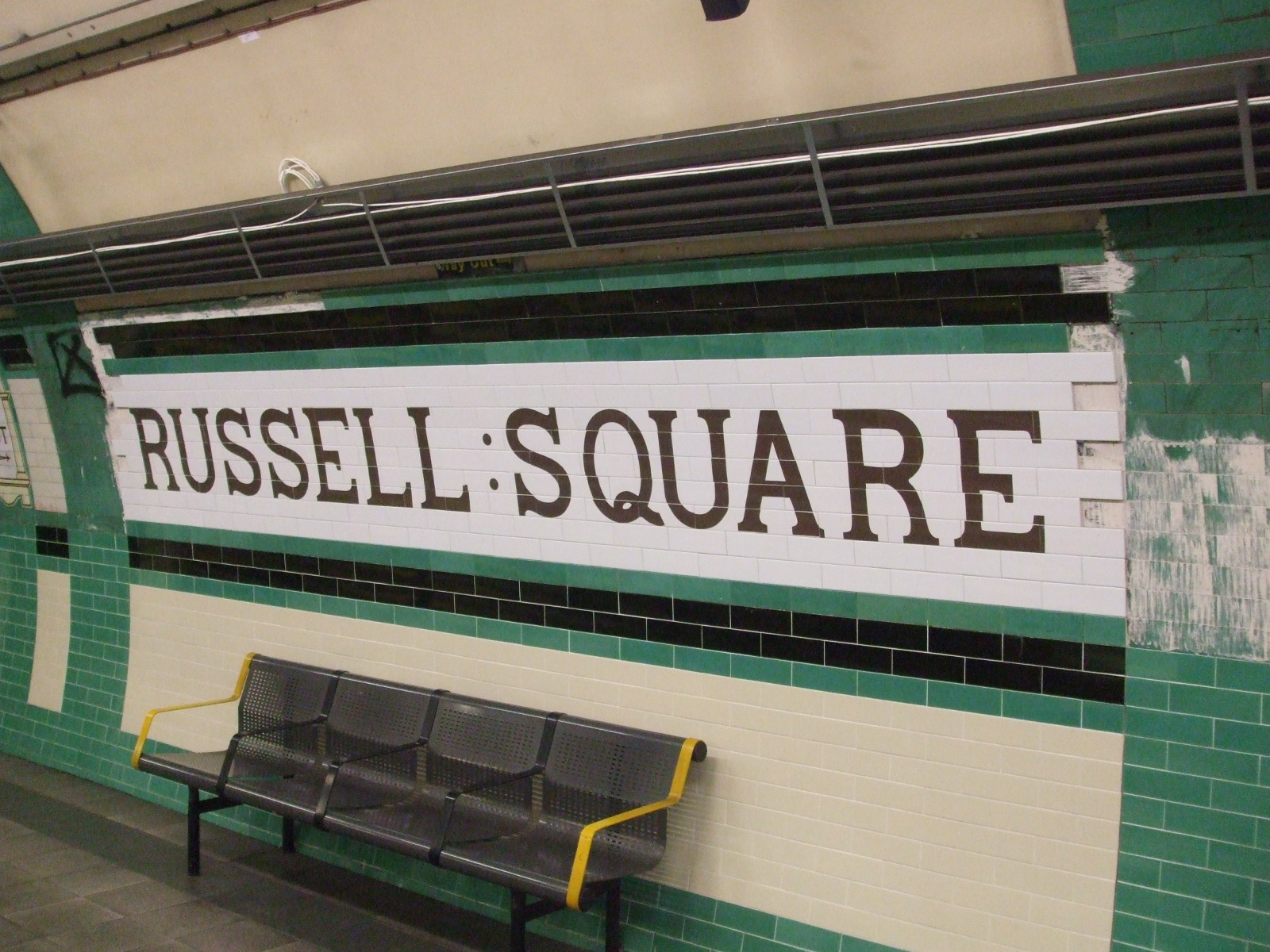
ユニークなタイル細工1
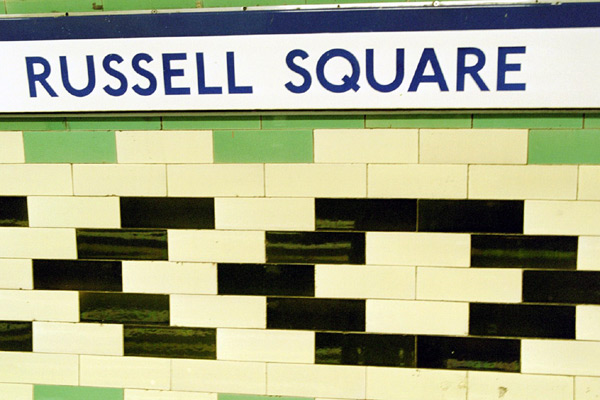
ユニークなタイル細工2
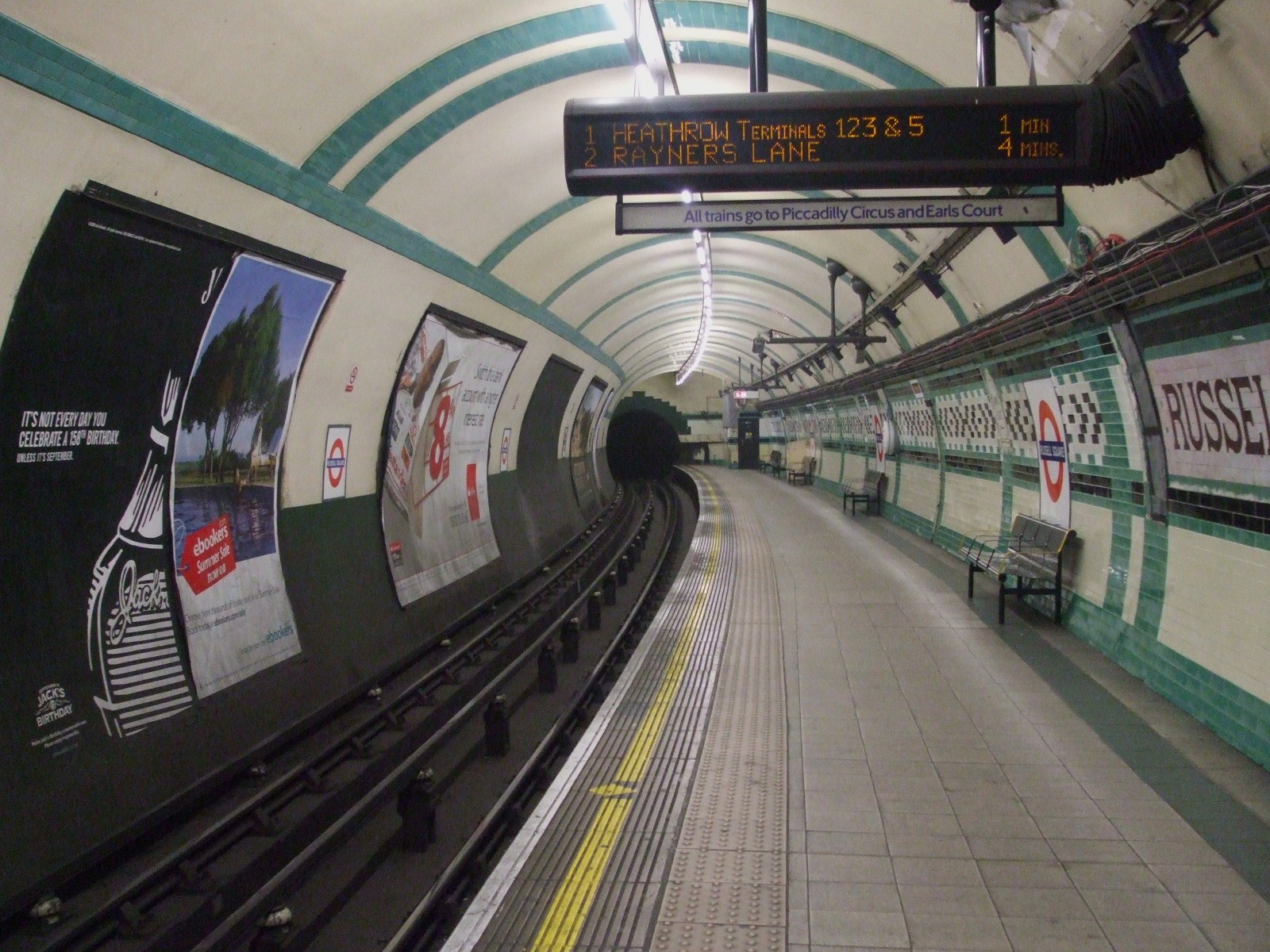
プラットホーム
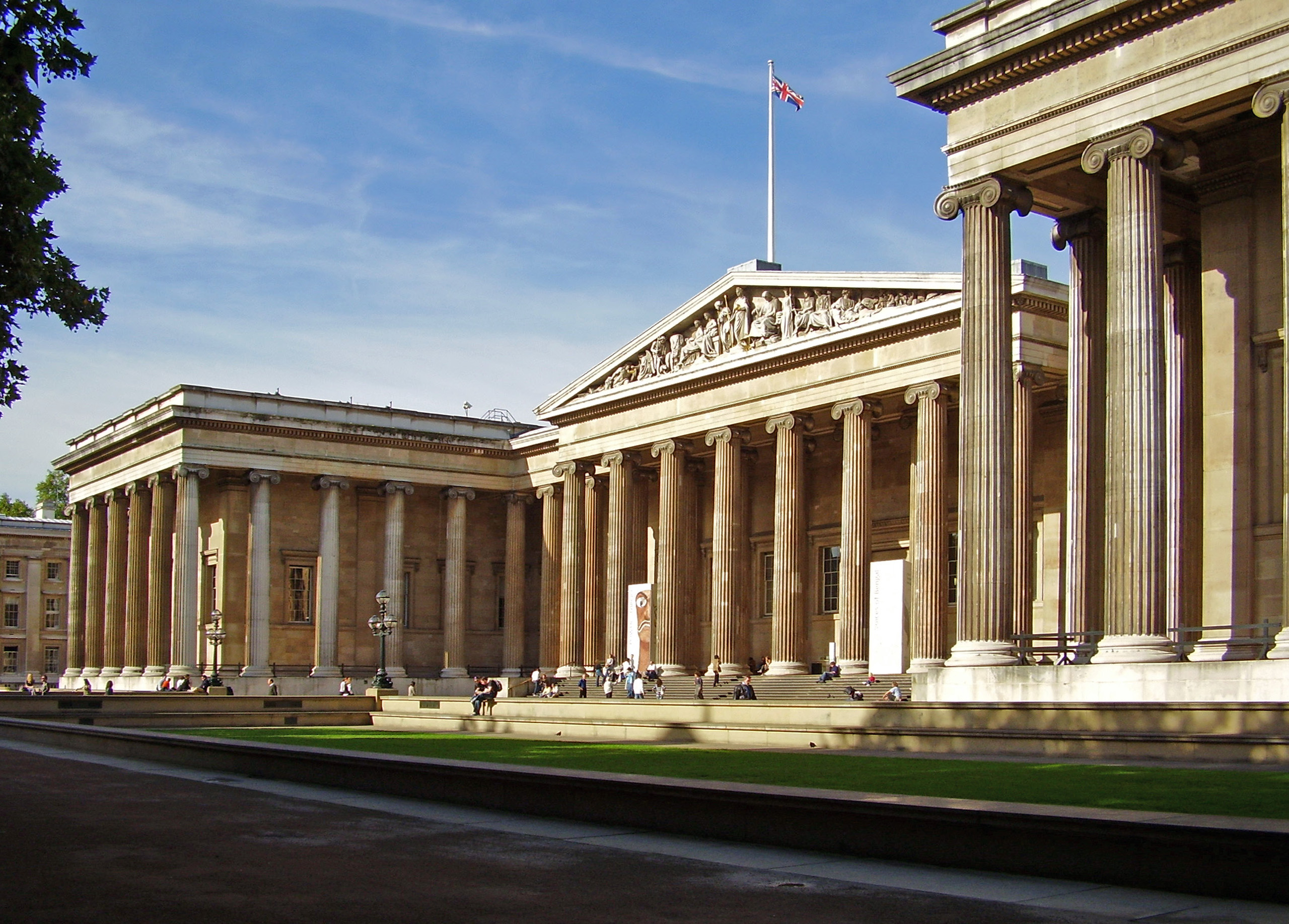
大英博物館
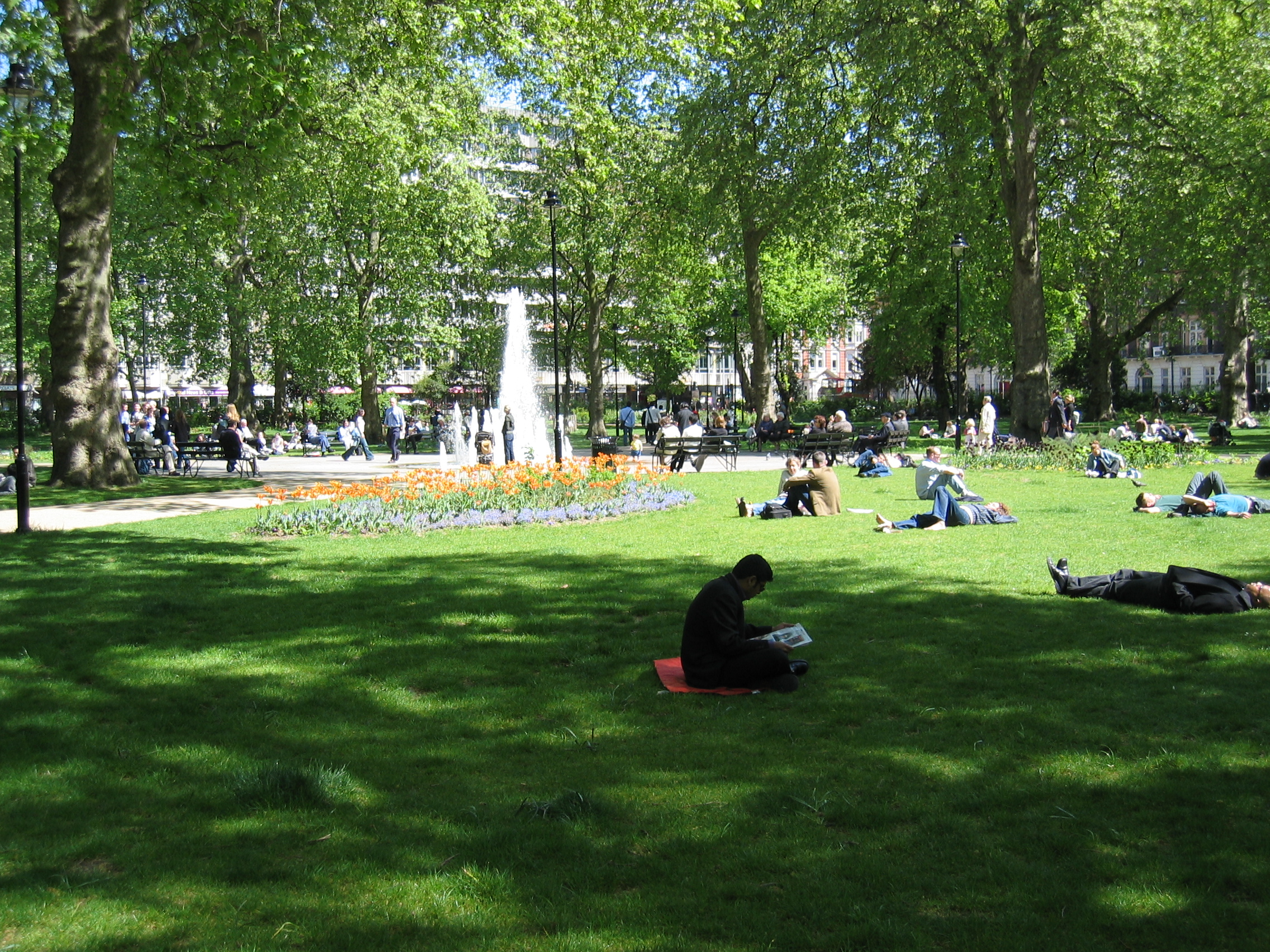
ラッセル・スクウェア (夏)
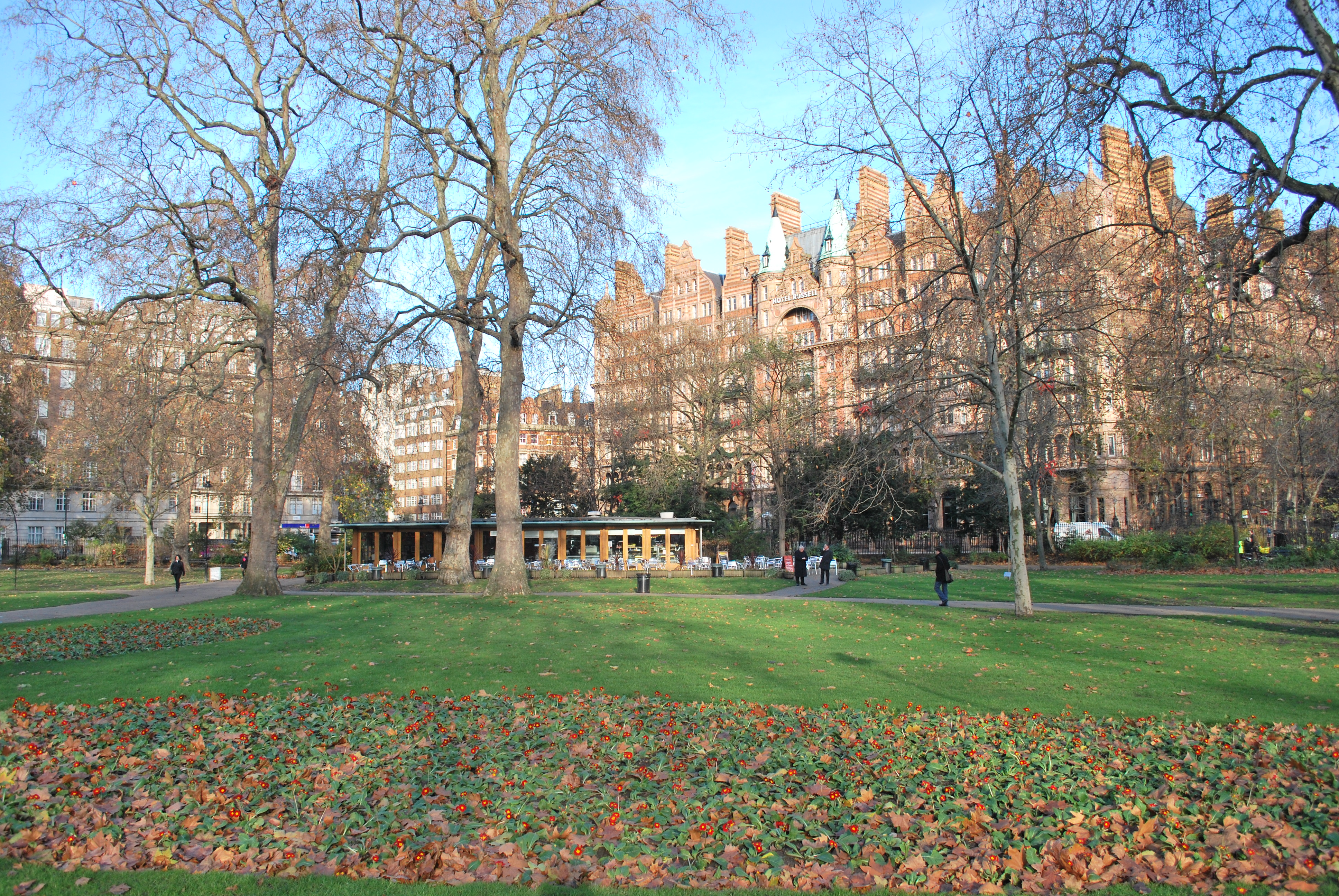
ラッセル・スクウェア (冬)
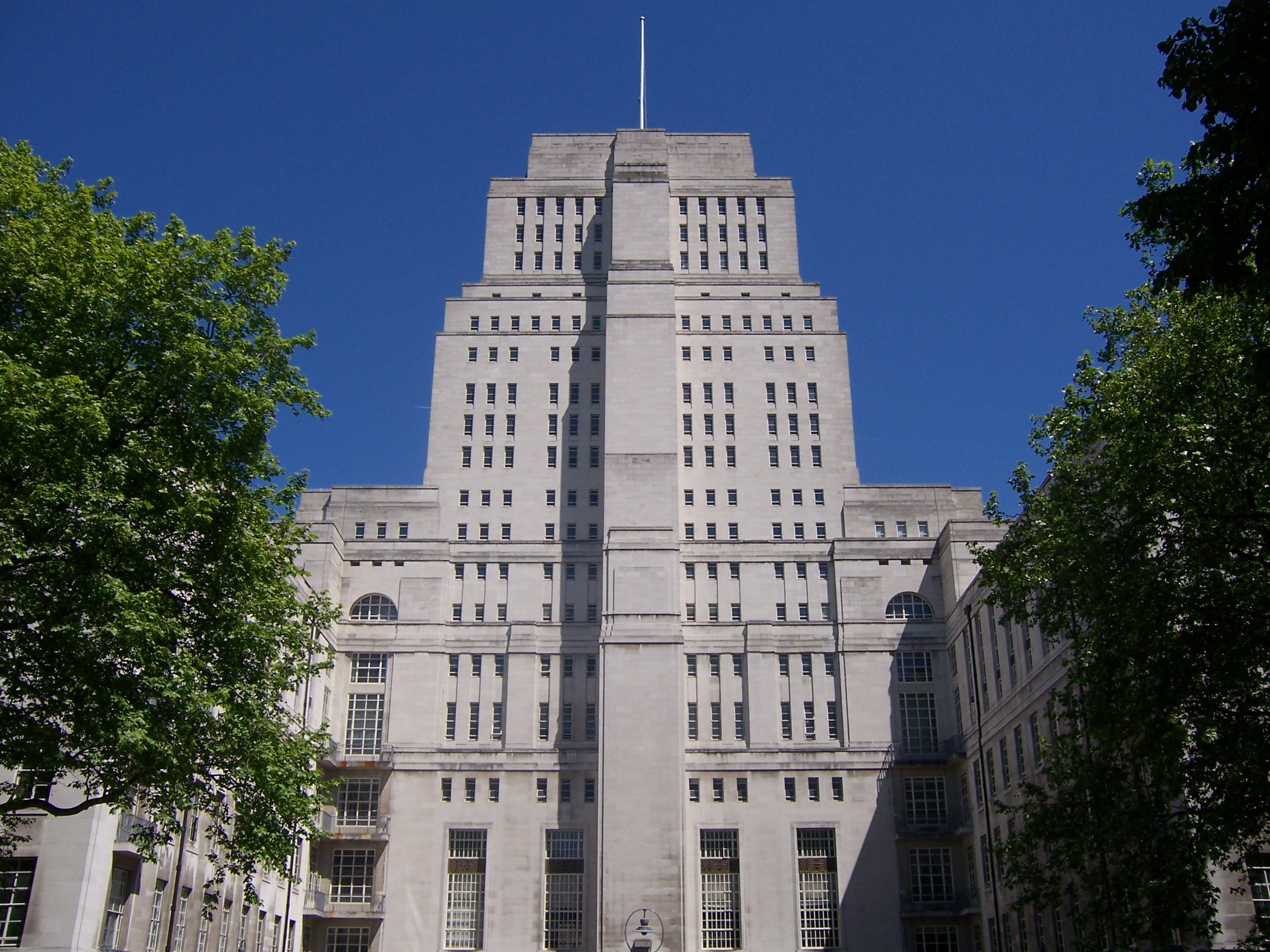
ロンドン大学本部
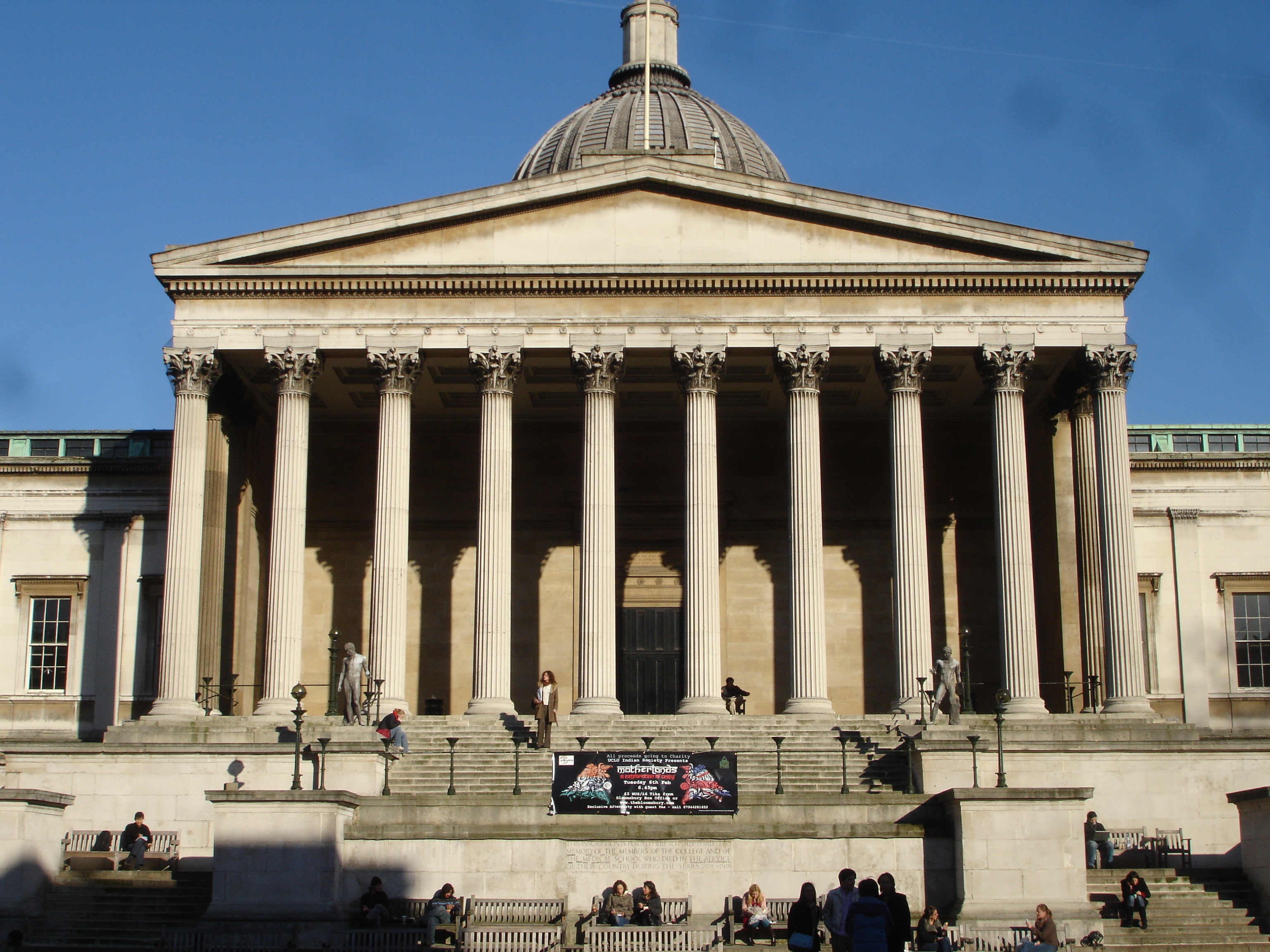
UCL
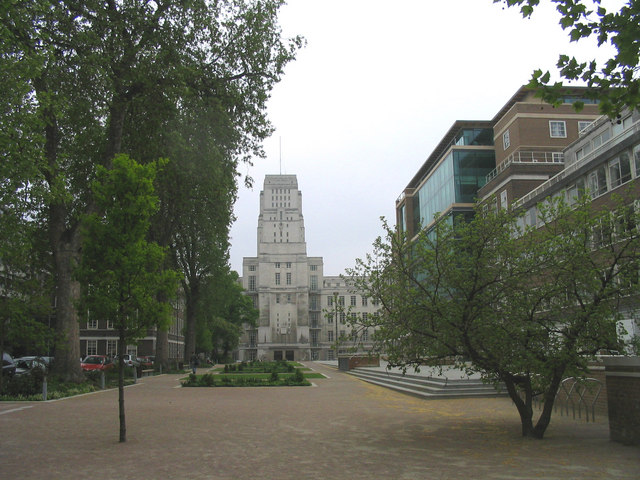
SOAS